# Тинек (Њу Џерзи)
Тинек (енгл. Teaneck) град је у америчкој савезној држави Њу Џерзи.

## Демографија
По попису из 2000. године број становника је 39.260.
| Група             | 2000.          | 2010.    |
| Белци             | 20.237 (51,5%) | 0 (0,0%) |
| Афроамериканци    | 11.298 (28,8%) | 0 (0,0%) |
| Азијати           | 2.798 (7,1%)   | 0 (0,0%) |
| Хиспаноамериканци | 4.103 (10,5%)  | 0 (0,0%) |
| Укупно            | 39.260         | 0        |